# Ocnogyna berytta
Ocnogyna berytta är en fjärilsart som beskrevs av Otto Staudinger 1895. Ocnogyna berytta ingår i släktet Ocnogyna och familjen björnspinnare. Inga underarter finns listade i Catalogue of Life.